# 鳴瀬喜博
鳴瀬 喜博（なるせ よしひろ、1949年11月13日 - ）は、日本のベーシスト。フュージョンバンド、カシオペアのメンバー。東京都出身。成蹊大学卒業。血液型A型。
愛称のなるちょ（ナルチョ）はチョッパー奏法を多用するベーシストなので、それに自分の名前を組み合わせたというのが由来と一般的に思われているが、チョッパー奏法を多用する以前から既に付けられていたあだ名である。そして、カシオペアのライブなどでは、ベースソロの際の“客席乱入”が一種の名物になっている。また、トークもユニークにこなしていて、楽器店などで開かれるイベントに集まるファンは演奏とトーク双方を楽しむために参加している。
また、東京音楽大学の客員教授として後進の指導育成にも力を入れている。

## 略歴
東京都内で青果商の次男として産まれる。中学生の時、活動中だったビートルズに影響されてギターを弾き始める。その後ベースに転向（理由はバンドに入ってきた他のメンバーの方がギターが上手だったため、としている）した。
成蹊大学に進学した後の1971年、プロとしての音楽活動を開始する。レコードデビュー前のカルメン・マキ&OZなどいくつかのバンドを経て、バッドシーンに加入して一枚のシングル・レコードを残す。そしてバッドシーンに一緒に居た当時まだ高校生のCharたちとスモーキー・メディスンを結成して数ヶ月間ライブ活動していたもののバンド名義でのレコードデビューまでには至らなかった。その後、スモーキー・メディスンに居た金子マリらとソウルやファンクに傾倒したロックバンドの金子マリ&バックスバニーを結成。1976年にアルバムデビューを果たして、1970年代後半に合計4枚のアルバムを残す。この頃、スタジオ・ミュージシャンとしても活動しだすようになり、1977年には三枝成彰（当時・三枝成章）、その弟子であった堀井勝美らとも出会う。また同年、日本楽器製造（ヤマハ）東京支店主催のアマチュア・バンド・コンテスト「EastWest'77」準決勝大会に審査員として参加した際、出場バンドのカシオペアと初遭遇。鳴瀬はカシオペアを絶賛し、コンテストであるにもかかわらず彼らにアンコールを求めたエピソードは有名な話である。この頃、日本のロックシーンにも沸き立ったフュージョンに興味が惹かれて、金子マリ&バックスバニーと併行してインスト音楽を主体としたリーダー・ライブ“びっくりセッション”でソロ活動も開始（なお、この名義のライブには先述のバンド・コンテストで見付けたデビュー前のカシオペアから野呂一生がレギュラー参加している）。同時期、ギタリストの山岸潤史グループにも参加するなどフュージョンに傾倒していくことになった。
金子マリ&バックスバニー解散後の1981年に初のソロアルバム『MYTHTIQUE』を発表。リーダー・バンドのQUYZ、CHAOSも結成して活動する。また、高中正義のバックバンド、本多俊之RADIO CLUB、堀井勝美プロジェクトにもレギュラー参加するなど幅広い活動を行うようになる。1986年、鳴瀬を中心にカルメン・マキ、山田信夫、松本孝弘（B'zを結成する前）、そうる透とともにロックのセッション・バンド、うるさくてゴメンねBAND（通称・うるゴメ）を結成。1987年にライブ・アルバム『うるさくてゴメンねLIVE』を発表した。
1990年、カシオペアへ前任ベーシスト・櫻井哲夫の脱退を受けて加入。同年、TBSの人気深夜番組『三宅裕司のいかすバンド天国』（通称・イカ天）のレギュラー審査員として出演するようになり、音楽ファン以外にも顔と軽妙なトークが知られるようになっていく。1991年、三枝成彰の誘いにより、カシオペアの同じメンバーの野呂一生とともに東京音楽大学の講師に就任し、ポピュラー・インストゥルメンツコースで学ぶ生徒達にベースの奏法や電気楽器のノウハウを指導していく。その後、同大学の客員教授に昇格する。1990年代半ば、以前から頻繁にセッションしていた是方博邦、難波弘之、東原力哉らとカシオペアと同じギター・ベース・キーボード・ドラムによる4人編成のフュージョン・バンドの野獣王国を結成し、カシオペアと併行して活動するようになる。
2000年、プロ生活30周年を記念して、かつて自身がリーダーとなって活動していたバンドのCHAOSとうるゴメ（ただし、1980年代に活動していたのとは違う面子）の復活ライブが行われた。これを機に、うるゴメはURUGOMEと改称して継続して活動を行うようになる。2001年、太鼓奏者のヒダノ修一の呼びかけで、井上堯之、ミッキー吉野、八木のぶおらとEnTrans（エントランス）を結成するなどしてソロ活動が多彩になっていく。2004年、18年ぶりのソロアルバム『WINDOW』を発表。2006年、野呂一生の意向によりカシオペアが活動休止。その休止期間中、カシオペアに提供した自作曲を中心に披露するためのユニット、Narucho-ICE（ナルチョイス）を結成し定期的なライブ活動がなされていた。2009年、生誕60周年を記念したベストアルバム『宴暦 EN・REKI』を発表し、誕生月の11月にその宴暦と銘打った記念のライブも開催。以降、毎年11月の恒例開催となる。
2012年、Ikuoと村田隆行らとのトリプル・ベースのユニット、ザ・チョッパーズ・レボリューションを結成。同年、カシオペアがCASIOPEA 3rdとして活動再開。

## 演奏スタイルの特徴
スラップ奏法（チョッパー）を得意とする。かつてラリー・グラハムが参加したアルバムに影響を受け、自らもこの奏法に取り組み始めた（しかしながら、練習を始めて間もない頃は、仲間内には「チョッパーなんてねえ」と表向きは批判的な姿勢を見せていたという）。また、セッションベーシストとして数々の作品に参加するため、フレットレスベースの使用もしばしば行う。ソロアルバムの作品からはティム・ボガートなどの影響が大きく感じられる。
カシオペア加入以前から、TUNE GUITAR MANIACに受注した8弦ベースを所有していた。曲を選んでしまうベースのためなかなか使用されることは無かったが、カシオペアでようやく日の目を見ることになる。スラップ奏法が多用されるカシオペアの曲では、前任者の櫻井哲夫よりもベースのパートが際立つ形となった。カシオペア加入当初は10弦ベース製作における技術的な問題から、5弦の1、2弦のみに副弦を付加した7弦ベース（後述のリッケンセブン）も一時期使っていた。さらにベースでありながら、エレキギターのようにブリッジにトレモロアームをつけたものも使用し、アーミングを披露していた。
程なく、10弦ベース（5弦ベースに副弦を付加したもの）も利用し始め、8弦・10弦とも市販されると、一部のアマチュアがこれを手にし始めた。
現在はスラッピングが必要な曲では8弦や10弦といった複弦のベースを、さらにベースソロがフィーチャーされる曲ではトレモロアームの付いたベースというように、曲に合わせて様々なベースを使い分けている。
ベースラインはオーソドックスなものか、タッピング奏法などの特殊奏法もしくは「コード進行に添って、各々の小節からベース・ペダルポイント（エレクトーンのベースペダルを使用する際、コード進行によらずベース音だけ同じ音程を使用する奏法）が成り立つような音程のみを抜き出す」独自のスタイルを利用する。フレーズが指定されている場合は、そのまま弾くか、前述のスタイルによって音程を変えるという（ただし、譜割りは変えないことが多い模様）。
フリーランス活動の頃は仕事の上で必要だったことから、演奏するジャンルはロック、ソウル、ファンクなど幅広い。また、曲によってベースそのものを変えることも頻繁に行う。数十本ベースを所有しているのはそのため。
カシオペアの前任ベーシストの櫻井哲夫が非常にタイトで正確なベースを弾いていたのとは対照的に、ルーズで自由奔放な演奏が特徴である。これは櫻井がリーダーの野呂一生の言われた通りに弾いていたのと違い、ミュージシャンとしては先輩である鳴瀬が野呂に、もっと自由にプレイさせるように提案したことに起因する。
彼が作り出すベースラインは独特なものであり、そのスタイルを今も成長させ続けている事から、彼を尊敬するミュージシャンも多く、また大物バンドからのサポートでも分かるように周囲からの彼の演奏に対する信頼はとても厚い。

## その他
- カシオペアの初代ベーシストであった櫻井哲夫、元T-SQUAREのサックス奏者本田雅人と誕生日が同じ（年齢は鳴瀬が櫻井より8歳、本田より13歳上）。
- かつてはプロレス観戦などを趣味としていた。
- 上記の櫻井がトレードマークとしている6弦ベースはほとんど演奏しない。ネックの幅が広すぎて、ルックスも良くないうえ手の小さい自分には体への負担になってしまうのが理由と説明している。
- また、櫻井の兄がベーシストを務めていたバンド「バッド・シーン」へ入れ替わるように加入した過去があり、櫻井は「自分の兄を脱退させたベーシストはどんな人なのか関心があった」という（ベースマガジン Vol.3掲載の対談より）。
- 1990年代前半に、雑誌に日の丸を描いた扇子を持った写真がしばしば掲載された影響のせいか、冒頭の「客席乱入」の折、観客が扇子を差し入れて、それを使いベースを演奏することも多かった。
- NHK教育の番組「むしまるQ」の「大脱皮のテーマ」でベーシストとしてではなくヴォーカリストとして参加している。
- また以前（1985年頃）、NHK教育で放送されていた「ベストサウンド」という軽音楽の講座番組に難波弘之と共に講師役で出演していたことがあった。
- 東京フィルハーモニー交響楽団主席コントラバス奏者の黒木岩寿氏が講師を務めたNHK「趣味講座」エレキベース編の第1回目の生徒であった。黒木によれば、鳴瀬はその時初めて黒木からチョッパーを教わった。[2]
- 使用しているTUNEのベースには、どれもユーモラスな名前が付けられている。一部を記す。

| 名前               | 由来                                                                                                  |
| ------------------ | --- |
| パチモロ           | トレモロアーム付きの8弦ベース                                                                         |
| ケロンパチ         | カエルの緑色をイメージさせる色が塗られたトレモロアーム付きの8弦ベース                                 |
| ゴモロハイ         | Hi-C弦を張ったトレモロアーム付き5弦ベース                                                             |
| パチガイ           | ボディ及びヘッドにアワビ貝の象嵌を施した8弦ベース                                                     |
| アカッパチ         | 赤い材木で作った8弦ベース                                                                             |
| ブラッパチ         | 茶色い材木で作った8弦ベース（現在は白色に塗り替えられて「シロッパチ」になっている）                   |
| イエロッパ         | パーロイドを貼りセルバインディングが施された黄色の8弦ベース                                           |
| パツキン           | 金色の8弦ベース                                                                                       |
| パチバック         | 「バックアイバール」をトップ材に使った8弦ベース                                                       |
| ギガッパチ         | 「鳥獣戯画」を白蝶貝でのインレイ（はめ込み細工）にした8弦ベース（ボディだけでなく指板にも入っている） |
| ベニテン／アカテン | 赤いボディの10弦ベース                                                                                |
| シロレス           | 白いフレットレスベース                                                                                |
| クロレス           | 黒いフレットレスベース                                                                                |
| アカレス           | 赤いフレットレスベース                                                                                |
| リッケンセブン     | リッケンバッカーベースに雰囲気が似ている7弦ベース。5弦ベースの1弦と2弦が複弦になっている              |
| モクベエ           | ウッドベースの音を再現することができるエレクトリックベース                                            |

｢アカッパチ｣を使用した"AKAPPACHI-ISM"という曲も存在する。
- 東京音楽大学で指導した最初の学生は徳永暁人であり、徳永からは師匠と仰がれている。

## ディスコグラフィー

### リーダー・アルバム
| リリース日     | タイトル                          | レーベル         | 規格   | カタログ番号 | 最高順位 | 備考        |
| -------------- | --------------------------------- | ---------------- | ------ | ------------ | -------- | ----------- |
| 1981年7月1日   | MYTHTIQUE                         | Bourbon Records  | 30cmLP | BMD-1010     | -        |             |
| 1982年6月25日  | Bass Bawl                         | Bourbon Records  | 30cmLP | BMD-1017     | -        |             |
| 1983年6月      | BASE METALS                       | Bourbon Records  | 30cmLP | BMD-1022     | -        |             |
| 1983年11月25日 | BASSQUAKE                         | Bourbon Records  | 30cmLP | BMD-1025     | -        |             |
| 1986年5月21日  | Stimulus                          | Invitation       | 12cmCD | VDR-1201     | -        |             |
| 1987年5月21日  | うるさくてゴメンねLIVE            | Invitation       | 12cmCD | VDR-1376     | -        |             |
| 1995年12月21日 | NARUSE THE BEST 22                | Bourbon Records  | 12cmCD | TKCA-70785   | -        | 2CD, BEST盤 |
| 2000年9月27日  | HERE COMES THE HURRICANE BASSMAN  | Bourbon Records  | 12cmCD | TKCA-72013   | -        | BEST盤      |
| 2001年10月31日 | RocKocK                           | NARUCHOPS        | 12cmCD | NARU-1       | -        |             |
| 2004年7月7日   | WINDOW                            | NARUCHOPS        | 12cmCD | NARU-3       | -        | 紙ジャケ    |
| 2005年10月29日 | Simple Song Simple Night          | NARUCHOPS        | 12cmCD | NARU-5       | -        | 紙ジャケ    |
| 2009年10月28日 | 宴暦 (EN REKI) - NARUCHO 60 YEARS | GENEON UNIVERSAL | 12cmCD | GNCL-1224    | -        |             |

### 参加アルバム
- カルメン・マキ&OZのディスコグラフィーを参照
- カシオペアのディスコグラフィーを参照
- 間宮貴子『LOVE TRIP』（1982年）
- 樋口宗孝『破戒凱旋録』（1983年）
- 浜田麻里
  - 『ROMANTIC NIGHT』（1983年）
  - 『MISTY LADY』（1984年）
  - 『RAINBOW DREAM』（1985年）
  - 『Blue Revolution』（1985年）
  - 『PROMISE IN THE HISTORY』（1986年）

- 堀江由衣
  - 『Darling』（2008年）

## 著書
- 鳴瀬喜博『ナルチョのおれにもトコトン思いっきし言わして♪』リットーミュージック（原著2015年6月12日）。ISBN 978-4845626014。